# سگ باسکرویل
درنده باسکرویل (به انگلیسی: The Hound of the Baskervilles) نام یک رمان جنایی است که به قلم سر آرتور کانن دویل نوشته شده‌است که سومین داستان بلند شرلوک هولمز محسوب می‌شود. درندهٔ باسکرویل را غالباً بهترین داستان بلند شرلوک هولمز می‌دانند ابتدا از اوت ۱۹۰۱تا آوریل ۱۹۰۲ به صورت پاورقی ماهانه در مجلهٔ استرند در انگلستان و تقریباً همزمان (از سپتامبر ۱۹۰۱ تا مه ۱۹۰۲)در مجلهٔ استرند چاپ ایالات متحدهم منتشر شد. این اثر نخستین بار در ۲۵ مارس ۱۹۰۲به صورت کتاب به چاپ رسید یعنی قبل از آنکه آخرین قسمت آن در مجلهٔ استرند منتشر شود. نخستین چاپ کتاب در ایالات متحده نیز در آوریل ۱۹۰۲ منتشر شد و در عرض پنج روز پنجاه هزار نسخه از چاپ اول آن به فروش رفت. چاپ نخستین بخش‌های این داستان در مجلهٔ استرند مردم را سخت به هیجان آورده بود چون به نظر می‌رسید نشانهٔ بازگشت پیروز مندانهٔ هولمز از آغوش مرگ باشد. البته با خواندن کتاب مشخص می‌شد که موضوع به این صورت نیست؛ هولمز هنوز به زندگی بازنگشته بود و این فقط بخشی از خاطرات دکتر واتسن بود. با وجود فشارهای شدید اجتماعی، سِرآرتور کانن دویل هنوز اعتقاد داشت که کارآگاه مشهور همچنان باید در اعماق آبشار رایشن باخ بماند.

## داستان
سر چارلز باسکرویل یکی از فراد سرشناس دارتمور به طرز مشکوکی می‌میرد. افراد محلی مرگ او را به یکی از داستان‌های خرافی نسبت می‌دهند که به نظرآن‌ها سگ تازی غول پیکری با ظاهر ترسناک او را کشته است و نفرینی خانوادهٔ باسکرویل را گرفتار کرده‌است. وارث سر چارلز، سر هنری باسکرویل از آمریکای شمالی بزودی به انگلستان می‌آید ولی دکتر مورتیمر دوست سر چارلز و همسایهٔ او نگران آن است که آن داستان‌های ترسناک سر هنری را از آنجا دور سازد. برای همین به لندن پیش شرلوک هولمز می‌رود و داستان را برای او تعریف می‌کند و از او می‌خواهد که این پرونده را به عهده بگیرد و او را کمک کند؛ ولی شرلوک هولمز آن داستان را باور نمی‌کند و به نظر او خرافاتی بیش نیست اما دکتر مورتیمر به او می‌گوید که در کنار جسد سر چارلز ردپاهای عجیبی را دیده که به نظر شبیه به ردپاهای سگ تازی غول پیکری هستند و... .

## طرح داستان

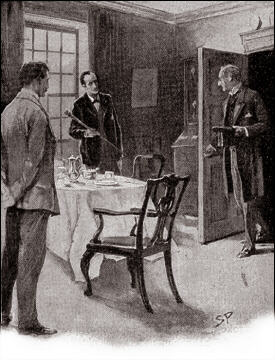
تصویرسازی از داستان ماجرای سگ باسکرویل، از مجموعه داستان‌های شرلوک هلمز. این تصویر در آگوست ۱۹۰۱ در مجلهٔ استرند منتشر شد و عنوان اصلی آن، "چشمان او به چوب در دست هلمز افتاد"، بود.

این داستان را کانن دویل در مدت کوتاهی پس از بازگشت از آفریقای جنوبی که در آن او را به عنوان یک پزشک داوطلب در بلومفونتن استخدام کرده بودند نوشته بود. او این داستان را به همراه روزنامه‌نگاری به نام برترم فلچر رابینسون (۱۹۰۷–۱۸۷۰) به اتمام رساند. ایده‌های او از افسانه ریچارد کبل که با الهام از افسانه باسکرویل بود سر چشمه گرفت. آرامگاه وی در شهر دوون از باکفستلی است. لرد ریچارد کبل در سال ۱۶۰۰ زندگی می‌کرد و یکی از ارباب‌های محله باکفستلی بود. او علاقه زیادی به شکار داشت و در آن روزها لقب او «انسان هیولا» بود. او با این لقب تبدیل به یک شیطان شده بود. در آن زمان شایعه شده بود که همسرش را به قتل رسانده. در پنجمین روز از ژوئیه ۱۶۷۷ او فوت کرد و او را در گورستان دفن کردند. بعضی‌ها روح او را در آرامگاهش می‌دیدند که در حال جیغ زدن بود.
کانن دویل شرح می‌دهد که عمارت باسکرویل را از عمارت کرومر در نورفوک الهام گرفته. برخی از شخصیت‌های داستان از اقامت کانن دویل در هتل رویال لینکس در کرومر الهام گرفته شده.

## فیلم‌ها
در مجموع ۲۷ فیلم بر مبنای این داستان ساخته شده.
هشت فیلم معروف این داستان عبارتند از:
- در ۱۹۳۲ در انگلستان به کارگردانی گارت گوندری و با بازی رابرت رندل در نقش هولمز و فردریک لوید در نقش واتسن
- درنده باسکرویل (فیلم ۱۹۳۹) در ۱۹۳۹ در ایالات متحده به کارگردانی سیدنی لنفیلد و با بازی بازیل رتبون در نقش هولمز و نیگل بروس در نقش واتسن
- در ۱۹۵۹ در انگلستان به کارگردانی ترنس فیشر و با بازی پیتر کوشینگ در نقش هولمز و آندره مورل در نقش واتسن
- در ۱۹۷۲ در ایالات متحده به کارگردانی باری کرین با بازی استوارت گرینجر در نقش هولمز و برنارد فاکس در نقش واتسن
- در ۱۹۸۳ در انگلستان به کارگردانی داگلاس هیکاکس و با بازی یان ریچاردسن در نقش هولمز و دونالد چرچیل در نقش واتسن
- در ۱۹۸۷ در انگلستان به کارگردانی برایان میلز و با بازی جرمی برت در نقش هولمز و ادوارد هاردویک در نقش واتسن
- در ۲۰۰۰ در کانادا به کارگردانی رادنی گیبونز و با بازی مت فروئر در نقش هولمز و کنت ولش در نقش واتسن
- در ۲۰۰۲ در انگلستان به کاگردانی دیوید آتوود و با بازی ریچارد روکسبرگ در نقش هولمز و یان هارت در نقش واتسن

## نسخه فارسی
چاپ اول نسخه فارسی این کتاب در سال ۱۳۸۳ و توسط انتشارات هرمس (کتابهای کارآگاه) در ۲۲۰ صفحه منتشر شد که توسط خانم مژده دقیقی ترجمه شده‌است. مجموعه کمیکی از رمان درنده باسکرویل در بهار و تابستان ۱۳۹۴ به ترجمه و گرافیک نوید فرخی و میلاد روحی طی شش شماره در مجله سرنخ همشهری به چاپ رسید.